# Byrma (rejon kungurski)
Byrma (ros. Бырма) – wieś (sieło) w Rosji, w Kraju Permskim, w rejonie kungurskim. W 2010 liczyła 709 mieszkańców.